# Piccole anime
Piccole anime és una pel·lícula dramàtica italiana de 1998, dirigida per Giacomo Ciarrapico.

## Argument
El dia del Via Crucis els actors que participen al Teatre Coloseo de la representació de "Piccole anime" surten al carrer i s'uneixen a la processó. Tots ells volen fer un gran espectacles, però no es posen d'acord si fer-ho com a part de la processó o bé convèncer als participants de la processó, perplexos, de que entrin al teatre i vegin la funció.

## Repartiment
- Andrea Sartoretti: Zachia
- Valerio Aprea
- Erasmo Catavolo
- Giacomo Ciarrapico
- Massimo De Lorenzo
- Andrea De Ruggeri
- Angelica Di Majo
- Pietro Sermonti
- Giuliano Taviani
- Mattia Torre